# Франкфуртский университет имени Иоганна Вольфганга Гёте
Франкфуртский университет имени Иоганна Вольфганга Гёте (нем. Goethe-Universität Frankfurt am Main) — университет во Франкфурте-на-Майне. В своём современном виде основан в 1914 году. В 1932 году к названию добавлено имя одного из самых известных уроженцев Франкфурта — поэта, философа и писателя Гёте.
В Университете обучается 48 000 студентов, что делает Франкфуртский университет третьим по численности в Германии.
Шанхайский рейтинг 2019 года разместил ВУЗ в топе 100—150 лучших ВУЗов мира, и в топе 5-7 по Германии.
Вместе с Техническим университетом Дармштадта, Немецким исследовательским центром искусственного интеллекта и множеством компаний-разработчиков программного обеспечения входит в ИТ-кластер региона Рейн-Неккар, иногда называемого Силиконовой долиной Германии.
Основан был группой состоятельных, либерально настроенных горожан.

## Факультеты
- юридический
- экономический
- общественных наук
- педагогический
- психологии и спортивной науки
- евангелической теологии
- католической теологии
- философско-исторический
- языкознания и культуроведения
- новой филологии
- геолого-географический
- информатики и математики
- физический
- биохимии, химии и фармацевтики
- биологический
- медицинский
- сравнительного религиоведения
- религиоведение: Ислам

## Знаменитые преподаватели
- Теодор Адорно
- Аксель Вебер
- Карл Герксгеймер
- Фридрих Дессауэр
- Карл Людвиг Зигель
- Эрнст Канторович
- Федор Краузе
- Виктор Владимирович Леонтович
- Карл Маннгейм
- Губерт Маркл
- Юрген Хабермас
- Макс Хоркхаймер
- Отто Цур-Штрассен
- Пауль Тиллих
- Мартин Бубер

## Знаменитые студенты
- Адорно, Теодор
- Хоркхаймер, Макс
- Гельмут Коль
- Роланд Кох
- Юрген Клопп
- Ханс-Херман Хоппе